# Вердзеньис
Вердзе́ньис (итал. Verzegnis, фриул. Verzegnas) — коммуна в Италии, располагается в регионе Фриули-Венеция-Джулия, в провинции Удине.
Население составляет 924 человека (2008 г.), плотность населения составляет 24 чел./км². Занимает площадь 39 км². Почтовый индекс — 33020. Телефонный код — 0433.
Покровителем коммуны почитается святитель Мартин Турский, празднование 11 ноября.

## Демография
Динамика населения:

## Администрация коммуны
- Официальный сайт: http://www.comune.verzegnis.ud.it Архивная копия от 11 июля 2021 на Wayback Machine